# Warsaw Financial Center

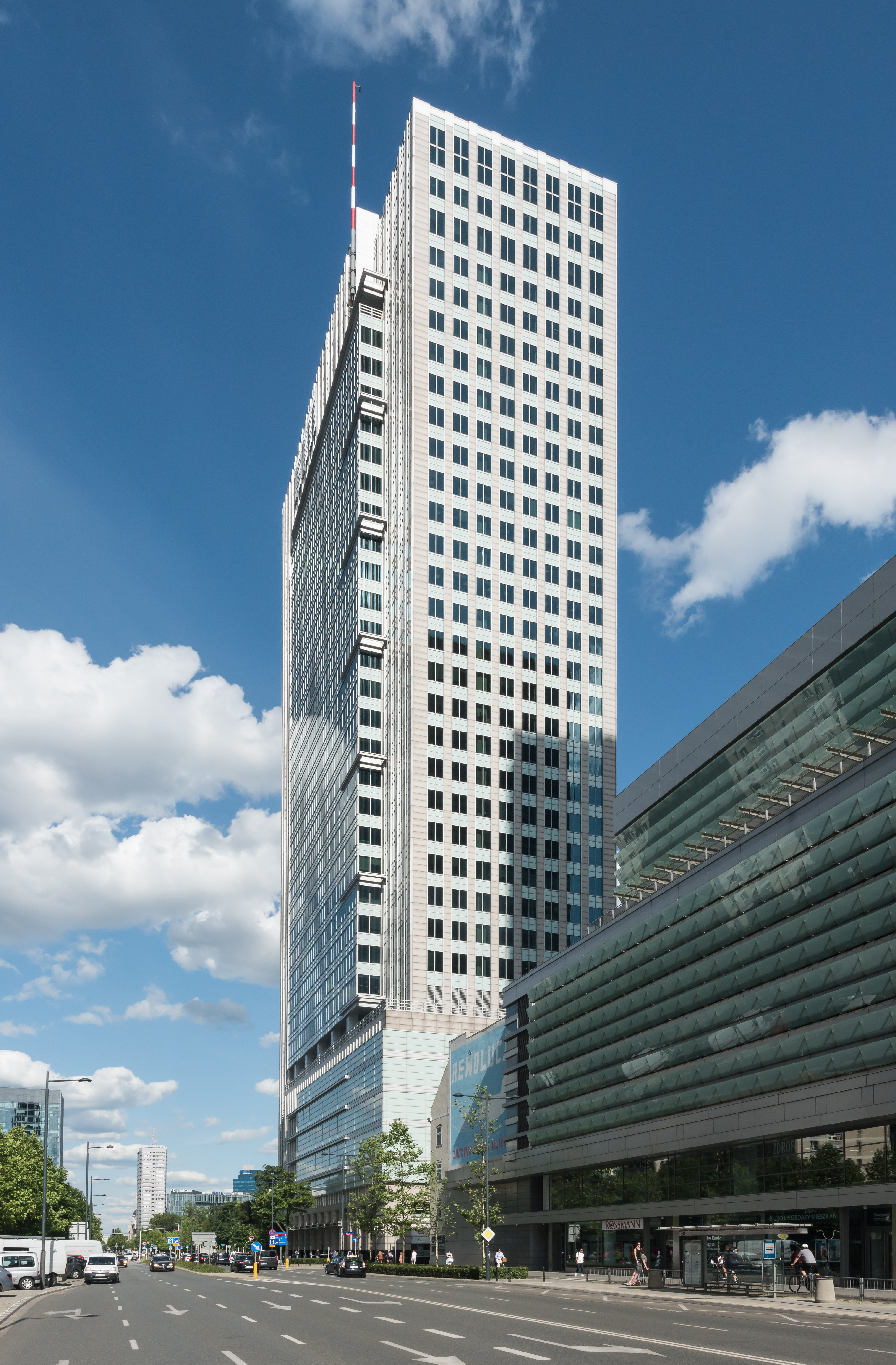
Warsaw Financial Center 2023

Das Warsaw Financial Center (WFC) ist ein Ende der 1990er Jahre errichtetes Bürohochhaus in Warschau und gehört zu den höchsten Gebäuden der Stadt. Zum Zeitpunkt der Fertigstellung war das WFC das höchste Stahlbeton-Gebäude Polens.

## Geschichte
Das Hochhaus befindet sich im Innenstadtdistrikt an der Ulica Emilii Plater 53, die hier die Ulica Świętokrzyska kreuzt. In unmittelbarer Nachbarschaft befinden sich zwei weitere Hochhäuser, das Hotel InterContinental und das Bürogebäude Rondo 1. Mit den Bauarbeiten wurde 1997 begonnen, die Fertigstellung erfolgte im Jahr 1998. Investor war die Firma Golub & Company. Projektiert wurde das Gebäude von den US-amerikanischen Architektenbüros A. Epstein & Sons International und Kohn Pedersen Fox Associates, die mit lokalen Architekten zusammenarbeiteten. Die Bauausführung lag bei dem österreichischen Baukonzern PORR. Der 2,3 Tonnen schwere Mast wurde am 13. Oktober 1998 mit Hilfe eines Mi-8-Hubschraubers an der Nordseite des Gebäudes montiert. Das WFC gehörte zu den ersten Klasse A-Bürogebäuden, die in Warschau angeboten wurden.
Im Jahr 2005 kauften die CA Immo und Pramerica Real Estate Investors je 50 % des Objektes. Im August 2012 wurde das Objekt von einem Joint Venture der Allianz Real Estate (87,5 %) und des Investment-Fonds Curzon Capital III von Tristan Capital Partners (12,5 %) für 210 Millionen Euro übernommen.
Der Hauptmieter, der als einziger Mieter mit einem Logo an der Fassade (an den obersten beiden Stockwerken) vertreten ist, ist die Bank Austria Creditanstalt. Weitere Mieter sind neben anderen: CMS, DLA Piper, General Electric, Google, Weltbank, Europäische Bank für Wiederaufbau und Entwicklung, Wyborowa SA, Boeing International Corporation, ČEZ Polska, Mastercard, die US-amerikanische Handelskammer, das Kultur- und Wirtschaftsbüro von Taipeh, das Koreanisches Handelszentrum und das Thailändische Handelsbüro.

## Ausstattung
Das Gebäude besteht aus zwei Bestandteilen – einem sechsstöckigen Sockelgebäude, das in Höhe mit der Nachkriegsbebauung der Umgebung harmonisiert sowie einem Turmteil, dessen rechteckiger Grundriss in den obersten Stockwerken durch einen sich nach Osten zuspitzenden Bogen dominiert wird. Die Fassade besteht aus Glas und Aluminium sowie graublauem und schwarzem Granit. Die mehrstöckige Lobby ist im Art-déco-Stil gehalten.
Die Höhe des Gebäudes ohne Mast beträgt 144 Meter, verteilt auf 32 Stockwerke. Der Mast hat eine zusätzliche Höhe von 21 Metern. Es stehen rund 50.000 m² Mietfläche zur Verfügung, von denen 93 % auf Büro- und 7 % auf Einzelhandels-, Lager- und Restaurantnutzung entfallen. In den 6 Kellergeschossen befinden sich 350 Parkplätze. Das Objekt verfügt über 16 Hochgeschwindigkeitsfahrstühle sowie einen 24-stündigen Stromausfallgenerator. Das Gebäude hat eine eigene Wasserreinigungsanlage und besitzt dazu – wie auch zur Brandbekämpfung – Wassertanks mit einer Gesamtkapazität von 600 000 l.